# عبد المجيد ديدي
عبد المجيد (بالديفيهي: އަލްއަމީރު އަބްދުލްމަޖީދު ރައްނަބަނޑޭރި ކިލެގެފާނު) (29 آب / أغسطس 1873 – 21 شباط / فبراير 1952) سلطان جزر المالديف من عام 1944 إلى عام 1952. في ذلك الوقت، كانت جزر المالديف محمية بريطانية. يُعرف ديدي بأنه مصلح وقد وصف بأنه «أبو المالديف الحديثة».
كان يجيد من اللغات الديفيهي والأوردو والإنجليزية والعربية والسنهالية. قضى معظم حياته في مصر. شغل منصب نائب رئيس الوزراء خلال فترة والده. شغل منصب رئيس وزراء السلطان محمد شمس الدين الثالث من عام 1926 إلى 1932.  وخلال فترة حكمه مارس ابنه الأمير حسن فريد ديدي سيطرة كبيرة على الحكومة من خلال المجلس التنفيذي. بعد وفاته، أعلنت جزر المالديف أول حكومة جمهورية قصيرة الأجل في ظل الرئيس المؤيد للاشتراكية محمد أمين ديدي.
توفي السلطان عبد المجيد ديدي في 21 شباط / فبراير 1952 في سريلانكا. وسميت المدرسة المالديفية الأولى مدرسة المجيدية نسبة لاسم السلطان عبد المجيد.
| عبد المجيد ديدي House of Huraaولد: 1873 (?) توفي: 21 February 1952 |                                         |                    |
| ألقاب ملكية                                                        |                                         |                    |
| سبقه حسن نور الدين الثاني                                          | سلاطين المالديف 1944 – 21 February 1952 | شاغرمحمد فريد ديدي |